# Gonzalezia
Gonzalezia, biljni rod iz porodice glavočika (Compositae) smješten u podtribus Helianthinae, dio tribusa Heliantheae.
Ovaj je rod opisan 2011. godine kada je revidirana klasifikacija podplemena Helianthinae. Uvedena su četiri novoopisana roda, Dendroviguiera, Gonzalezia, Heiseria i Sidneya.. Gonzalezia se sastoji od 3 vrste iz Meksika.

## Vrste
1. Gonzalezia decurrens (A.Gray) E.E.Schill. & Panero
2. Gonzalezia hypargyrea (Greenm.) E.E.Schill. & Panero
3. Gonzalezia rosei (Greenm.) E.E.Schill. & Panero

## Sinonimi
Nema.